# Courant (Charente-Maritime)
Pour les articles homonymes, voir Courant.
Courant est une commune du Sud-Ouest de la France située dans le département de la Charente-Maritime (région Nouvelle-Aquitaine).
Ses habitants sont appelés les Courantais.

## Géographie

### Communes limitrophes
| Bernay-Saint-Martin | Migré   |           |
| Puyrolland          | Courant | Lozay     |
| Nachamps            | Landes  | La Benâte |

## Urbanisme

### Typologie
Au 1er janvier 2024, Courant est catégorisée commune rurale à habitat dispersé, selon la nouvelle grille communale de densité à 7 niveaux définie par l'Insee en 2022.
Elle est située hors unité urbaine. Par ailleurs la commune fait partie de l'aire d'attraction de Saint-Jean-d'Angély, dont elle est une commune de la couronne,. Cette aire, qui regroupe 37 communes, est catégorisée dans les aires de moins de 50 000 habitants,.

### Occupation des sols
L'occupation des sols de la commune, telle qu'elle ressort de la base de données européenne d’occupation biophysique des sols Corine Land Cover (CLC), est marquée par l'importance des territoires agricoles (98,1 % en 2018), une proportion identique à celle de 1990 (98,1 %). La répartition détaillée en 2018 est la suivante : 
terres arables (85,7 %), zones agricoles hétérogènes (11,6 %), forêts (1,9 %), prairies (0,9 %). L'évolution de l’occupation des sols de la commune et de ses infrastructures peut être observée sur les différentes représentations cartographiques du territoire : la carte de Cassini (XVIIIe siècle), la carte d'état-major (1820-1866) et les cartes ou photos aériennes de l'IGN pour la période actuelle (1950 à aujourd'hui).

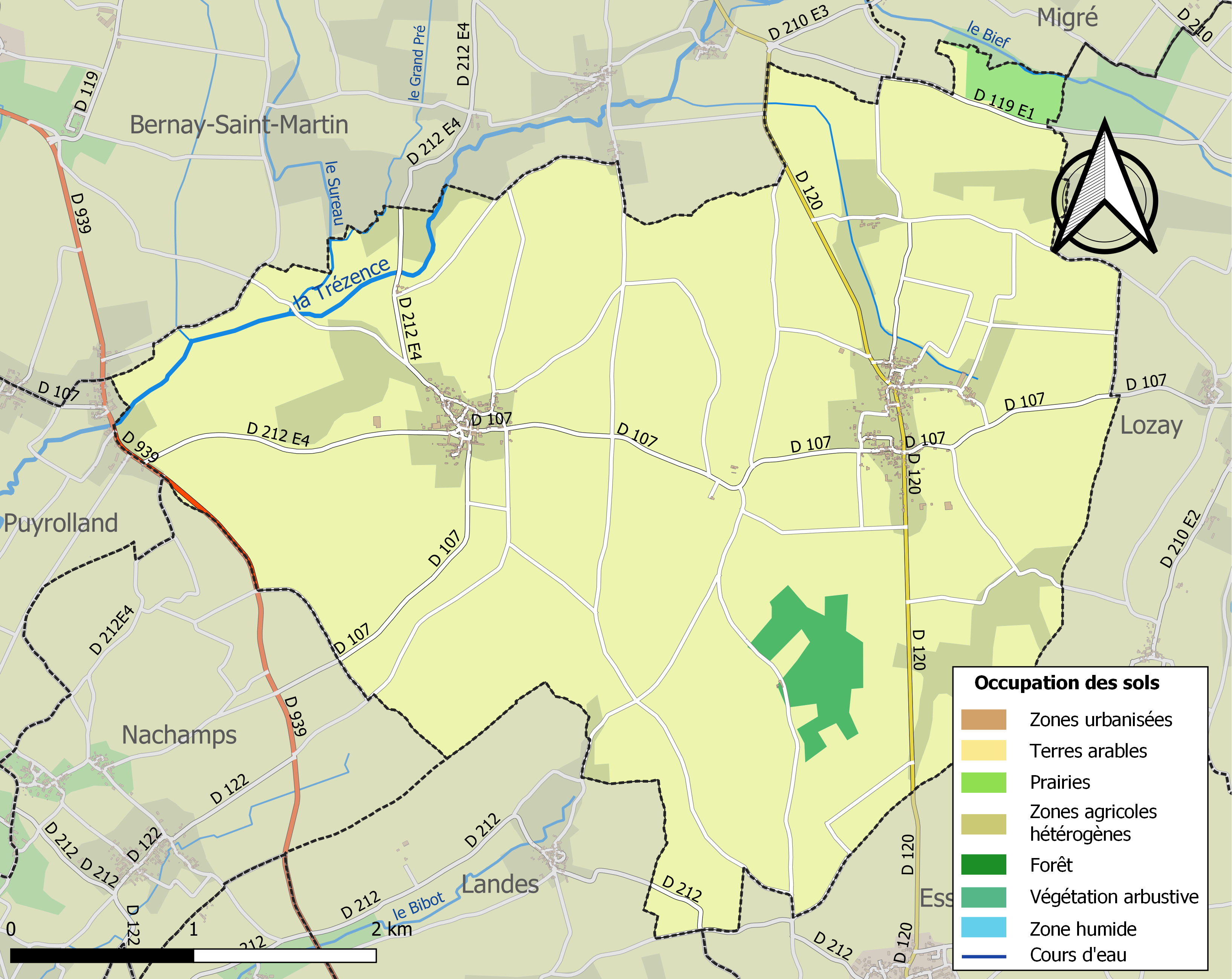
Carte des infrastructures et de l'occupation des sols de la commune en 2018 (CLC).

### Risques majeurs
Le territoire de la commune de Courant est vulnérable à différents aléas naturels : météorologiques (tempête, orage, neige, grand froid, canicule ou sécheresse), inondations, mouvements de terrains et séisme (sismicité modérée). Il est également exposé à un risque technologique,  le transport de matières dangereuses. Un site publié par le BRGM permet d'évaluer simplement et rapidement les risques d'un bien localisé soit par son adresse soit par le numéro de sa parcelle.

#### Risques naturels
Certaines parties du territoire communal sont susceptibles d’être affectées par le risque d’inondation par débordement de cours d'eau, notamment la Trézence. La commune a été reconnue en état de catastrophe naturelle au titre des dommages causés par les inondations et coulées de boue survenues en 1982, 1983, 1993, 1999 et 2010,.

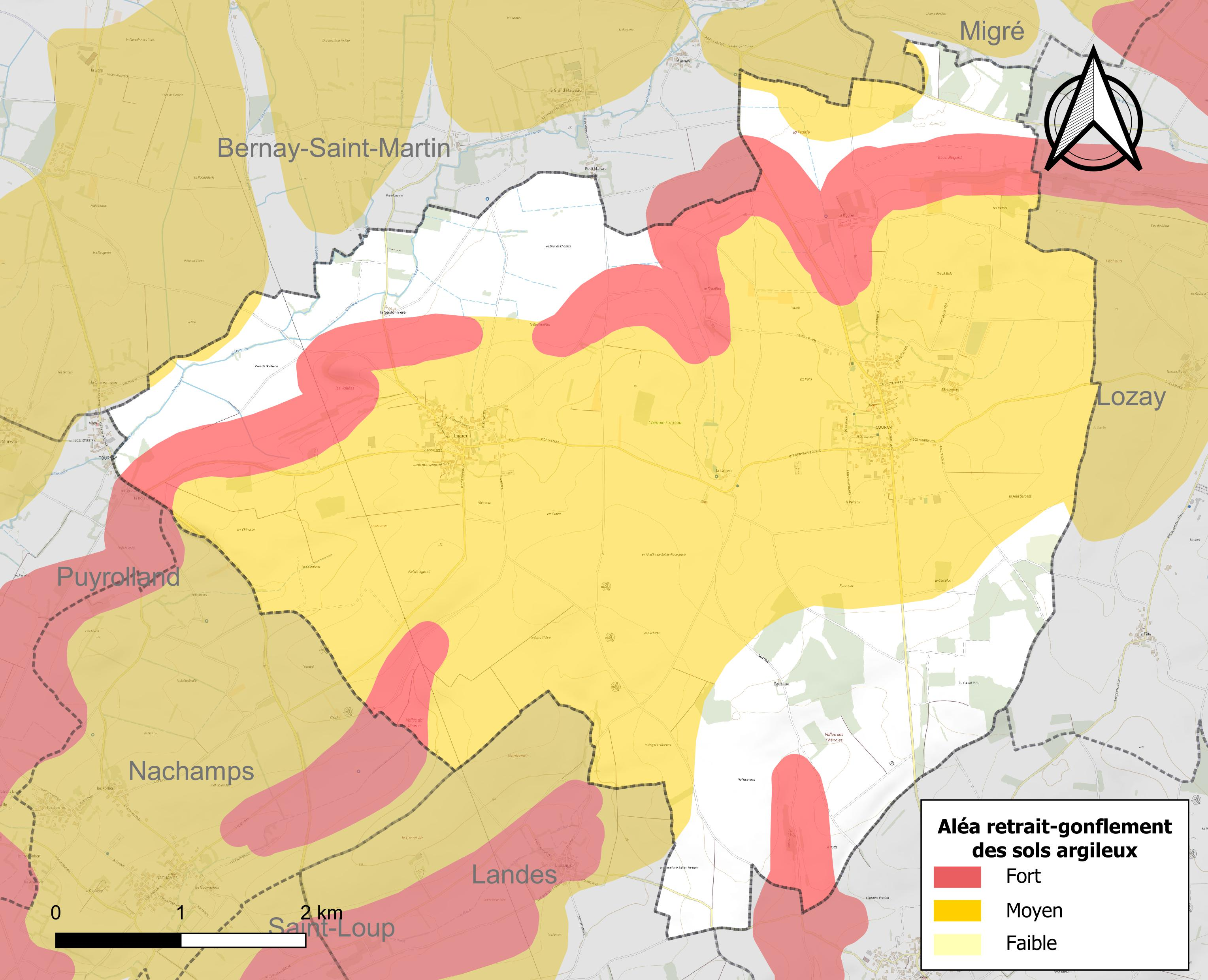
Carte des zones d'aléa retrait-gonflement des sols argileux de Courant.

Les mouvements de terrains susceptibles de se produire sur la commune sont des tassements différentiels.
Le retrait-gonflement des sols argileux est susceptible d'engendrer des dommages importants aux bâtiments en cas d’alternance de périodes de sécheresse et de pluie. 73,8 % de la superficie communale est en aléa moyen ou fort (54,2 % au niveau départemental et 48,5 % au niveau national). Sur les 229 bâtiments dénombrés sur la commune en 2019,  227 sont en aléa moyen ou fort, soit 99 %, à comparer aux 57 % au niveau départemental et 54 % au niveau national. Une cartographie de l'exposition du territoire national au retrait gonflement des sols argileux est disponible sur le site du BRGM,.
Par ailleurs, afin de mieux appréhender le risque d’affaissement de terrain, l'inventaire national des cavités souterraines permet de localiser celles situées sur la commune.
Concernant les mouvements de terrains, la commune a été reconnue en état de catastrophe naturelle au titre des dommages causés par des mouvements de terrain en 1983, 1999 et 2010.

#### Risques technologiques
Le risque de transport de matières dangereuses sur la commune est lié à sa traversée par une ou des infrastructures routières ou ferroviaires importantes ou la présence d'une canalisation de transport d'hydrocarbures. Un accident se produisant sur de telles infrastructures est susceptible d’avoir des effets graves sur les biens, les personnes ou l'environnement, selon la nature du matériau transporté. Des dispositions d’urbanisme peuvent être préconisées en conséquence.

## Toponymie
Le toponyme Courant pourrait provenir d'un nom de propriétaire gallo-romain comme Corius, auquel aurait été apposé le suffixe -acum, qui a évolué dans la forme -ant.
Le toponyme Ligueuil proviendrait du gaulois luc (bois) et du suffixe -ialo (clairière), soit la "clairière dans les bois".

## Histoire
Selon la légende, sainte Radegonde, en proie à une grande soif, serait passée à Courant et aurait fait jaillir plusieurs sources bénéficiant de vertus curatives.
L'ordonnance du 28 décembre 1825 a intégré la commune de Ligueuil à celle de Courant.

## Lieux et monuments

### Église Saint-Martin
L'église Saint-Martin se dresse au cœur du bourg de Courant. Construite au XIIe siècle, elle dépend alors de la commanderie templière des Épeaux, à Meursac, près de Royan. Très endommagée pendant la guerre de Cent Ans puis pendant les Guerres de Religion, elle connaît des campagnes de reconstruction au XVe siècle puis au XVIIe siècle. Fort modeste par ses dimensions, elle se limite à une nef unique cantonnée de contreforts et éclairée par des baies en plein cintre romanes. La façade, désormais aveugle, est sommée d’un campanile abritant une cloche portant la date de 1606. Au dessus du portail subsiste une inscription devenue illisible.

### Église Saint-Saturnin
L'église Saint-Saturnin est l'ancienne église paroissiale de Ligueuil, commune absorbée par Courant en 1825. Construite au XIIe siècle, elle est placée à cette époque sous la protection des seigneurs de Saint-Martin-de-la-Coudre. Elle partage en grande partie le destin de l’église de Courant et de plusieurs églises voisines lors de la guerre de Cent Ans et les Guerres de Religion, périodes durant lesquelles elle est particulièrement éprouvée. D’importants travaux sont menés au cours du XIXe siècle. Petite église rurale, modeste par ses dimensions, elle forme une nef unique autrefois éclairée par de petites baies romanes aujourd’hui bouchées, à laquelle on accède par un portail en arc brisé moderne percé dans le mur sud. Comme à Courant, la façade se prolonge par un campanile. En 2016, faute de moyens pour effectuer des travaux de restauration, le conseil municipal, « après avoir pris le temps de la réflexion et l’avis de personnes respectables et publiques (…) opte pour sa démolition », provoquant la mobilisation d'une partie des habitants, qui envisagent la constitution d'une association pour la sauvegarde de l'édifice.
amisdeleglisesaintsaturnindeligueuil17@e-monsite.com

### Chapelle Sainte-Radegonde
La chapelle Sainte-Radegonde s'élève à l'endroit où sainte Radegonde, fuyant son époux Clotaire Ier, se serait arrêtée afin de se reposer avec son escorte. L’édifice actuel date en partie du XIIe siècle. La façade et le clocher, caractéristiques du style néo-gothique, datent du XIXe siècle. La chapelle a longtemps été marquée par un important pèlerinage, et plusieurs milliers de fidèles venaient s’y recueillir chaque 13 août, jour de la fête patronale, après un arrêt aux trois fontaines réputées miraculeuses.

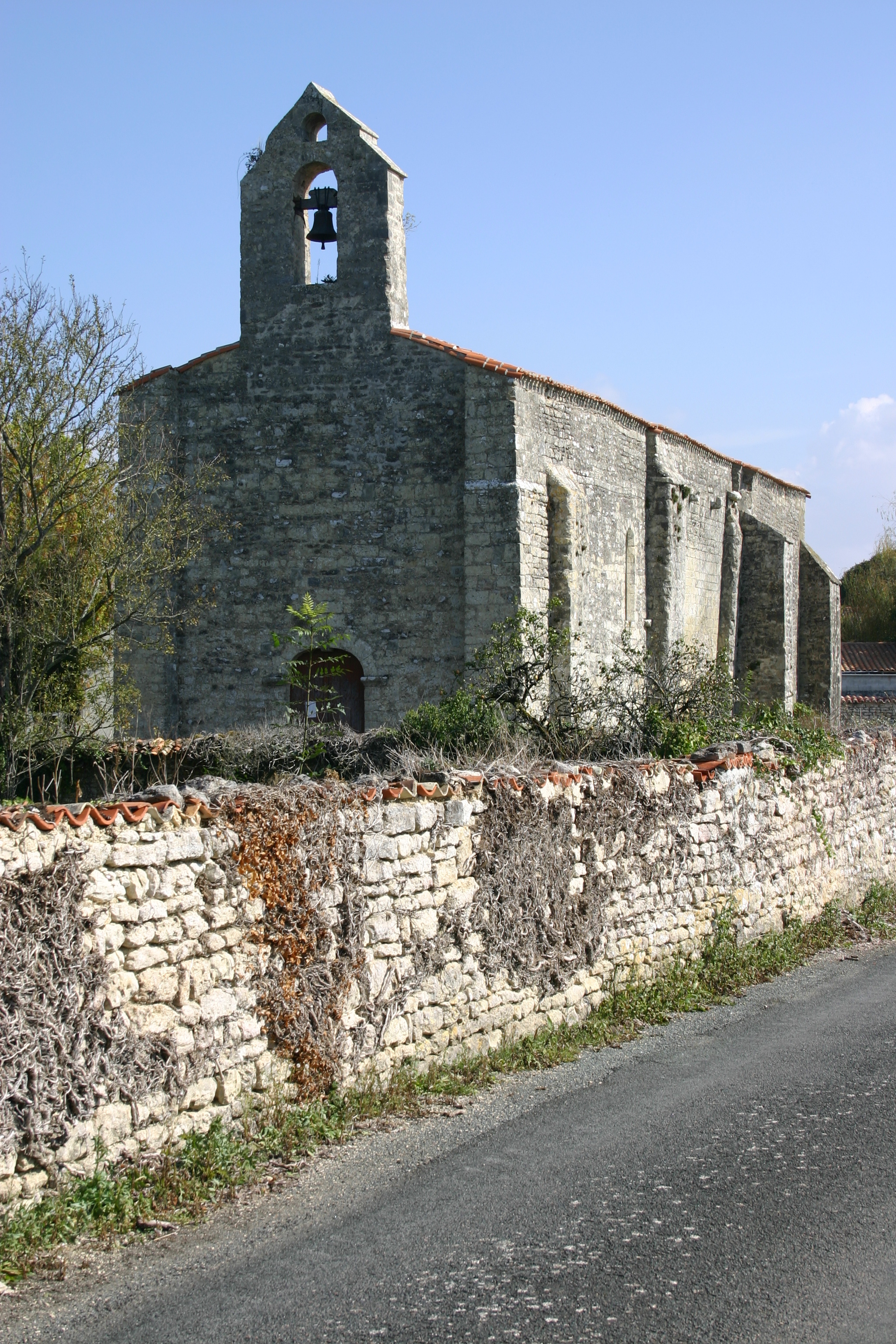
Église Saint-Martin de Courant.
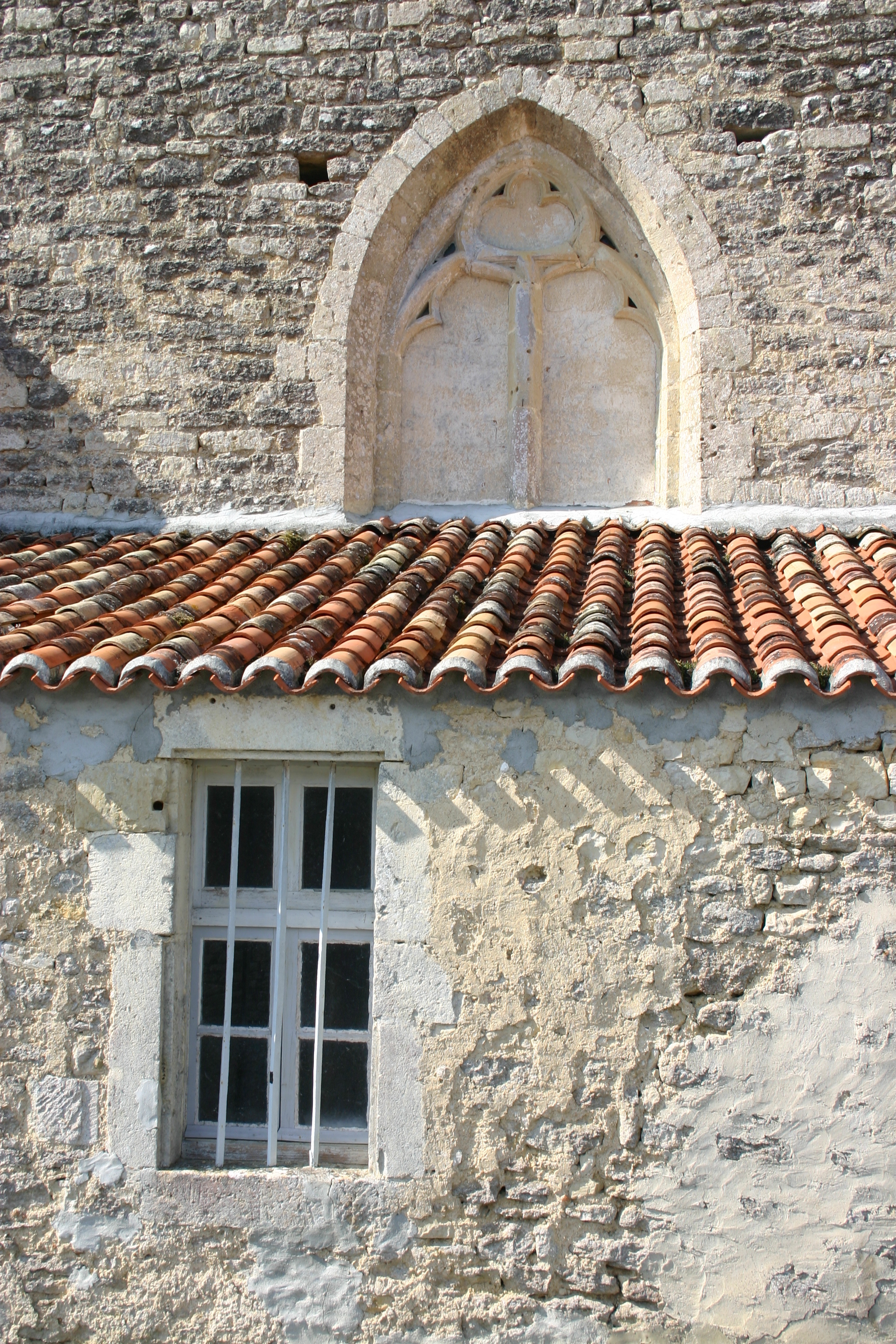
Église Saint-Martin (détail du chevet).
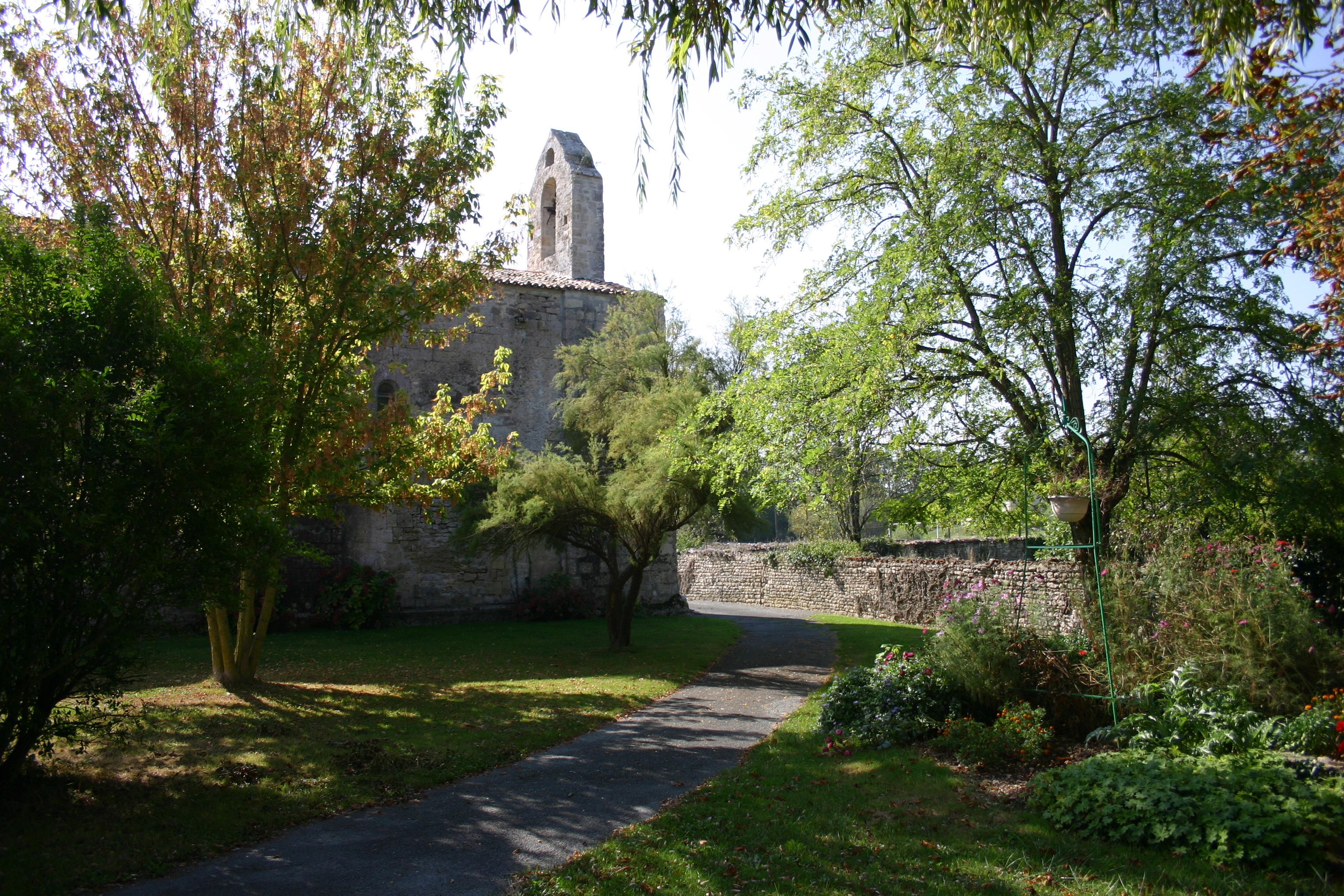
Église Saint-Martin (jardin).
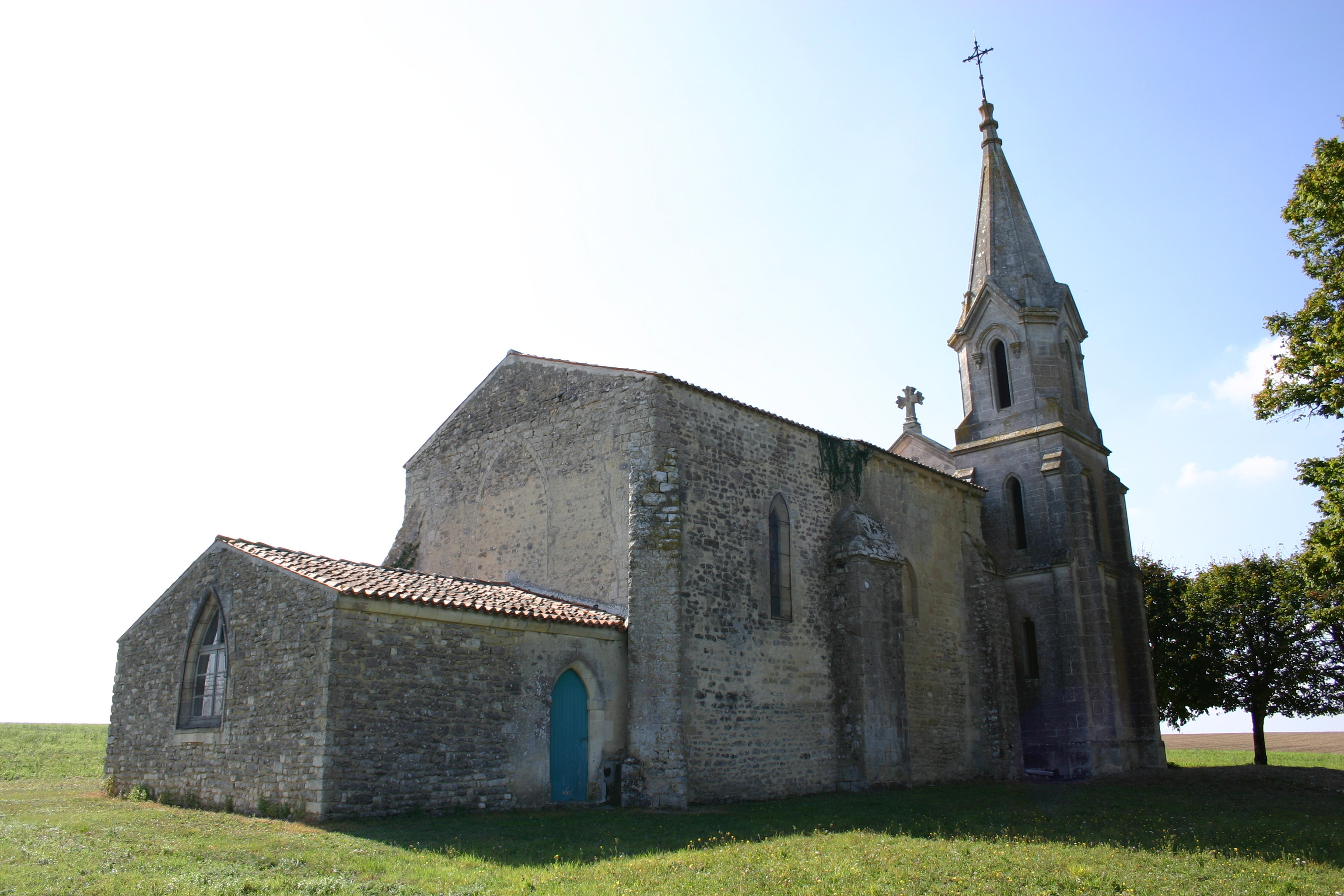
Chapelle Sainte-Radegonde.

## Administration

### Liste des maires
| Période                                  | Période  | Identité     | Étiquette | Qualité  |
| ---------------------------------------- | -------- | ------------ | --------- | -------- |
| 2001                                     | En cours | Roland Nazet | DVD       | Retraité |
| Les données manquantes sont à compléter. |          |              |           |          |

## Démographie

### Évolution démographique
L'évolution du nombre d'habitants est connue à travers les recensements de la population effectués dans la commune depuis 1793. Pour les communes de moins de 10 000 habitants, une enquête de recensement portant sur toute la population est réalisée tous les cinq ans, les populations de référence des années intermédiaires étant quant à elles estimées par interpolation ou extrapolation. Pour la commune, le premier recensement exhaustif entrant dans le cadre du nouveau dispositif a été réalisé en 2008.

En 2022, la commune comptait 442 habitants, en évolution de +8,6 % par rapport à 2016 (Charente-Maritime : +4,04 %, France hors Mayotte : +2,11 %).
| 1793 | 1800 | 1806 | 1821 | 1831 | 1836 | 1841 | 1846 | 1851 |
| ---- | ---- | ---- | ---- | ---- | ---- | ---- | ---- | ---- |
| 200  | 295  | 349  | 331  | 652  | 641  | 633  | 657  | 663  |

| 1856 | 1861 | 1866 | 1872 | 1876 | 1881 | 1886 | 1891 | 1896 |
| ---- | ---- | ---- | ---- | ---- | ---- | ---- | ---- | ---- |
| 662  | 703  | 718  | 715  | 719  | 668  | 575  | 541  | 544  |

| 1901 | 1906 | 1911 | 1921 | 1926 | 1931 | 1936 | 1946 | 1954 |
| ---- | ---- | ---- | ---- | ---- | ---- | ---- | ---- | ---- |
| 532  | 525  | 515  | 482  | 508  | 480  | 450  | 501  | 464  |

| 1962 | 1968 | 1975 | 1982 | 1990 | 1999 | 2006 | 2008 | 2013 |
| ---- | ---- | ---- | ---- | ---- | ---- | ---- | ---- | ---- |
| 438  | 423  | 349  | 329  | 294  | 277  | 337  | 353  | 397  |

| 2018 | 2022 | - | - | - | - | - | - | - |
| ---- | ---- | - | - | - | - | - | - | - |
| 421  | 442  | - | - | - | - | - | - | - |